# Майкл Ф. Флінн
Майкл Френсіс Флінн (англ. Michael Francis Flynn, 1 липня 1947, Істон, Пенсільванія, США — 30 вересня 2023) — американський письменник і статистик, відомий роботою в жанрах альтернативної історії, гостросюжетного роману з елементами фантастики та наукової фантастики. Лауреат численних премій.

## Нагороди та відзнаки
- 1987 AnLab award (Analog) за повість «Ейфельгейм» (1986)
- 1989 AnLab award (Analog) за статтю, присвячену науковому факту «Вступ до психоісторії» (1988)
- 1991 Премія Локус за дебютний роман «У країні сліпих» (1990)
- 1991 AnLab award (Analog) за статтю, присвячену науковому факту «Шістдесят дивовижних років» (1990)
- 1991 Премія «Прометей» за найкращий роман «У країні сліпих» (1990)
- 1992 Prometheus Awards за найкращий роман «Занепалі ангели» (1991)
- 1995 AnLab award (Analog) за повість «Мелодії серця» (1994)
- 1998 Меморіальна премія імені Теодора Стерджона за найкращу розповідь у жанрі наукової фантастики «Будинок мрій» (1997)
- 2003 Премія імені Роберта Гайнлайна (науково-фантастична)
- 2008 AnLab award (Analog) за коротку повість «Питання про небо і світ» (2007)
- 2007 Sidewise Awards за найкращий твір малої форми «Питання про небо і світ»  (2007)
- 2010 AnLab award (Analog) за повість «Там, де всі вітри сплять» (2009)